# セックスボランティア
セックスボランティアとは、身体または知的障害を持っていることが原因で、セックス（性行為）の機会を得ることが極端に少ないか、セックスあるいは自慰を行うことが物理的、肉体的に困難な人々に対し、性行為の介助（介護）を行う人のことである。
英語の頭文字をとって“SV（エスブイ）”などと略称される。

## 概説
ボランティアという名称ではあるが、有料（有償）の場合もある。
オランダでは制度化され、市などの自治体が助成金を設けていて、スイスでもこのような自発的なボランティアの行為が見られる。
日本では、一部の風俗店が障害者専門をうたっているものの、性交まで含めた性的サービスがどの程度行われているかは、明確な資料が存在せず、実態は不明である。また、日本国内においては、障害者の性欲求を話題にするのをタブーとする風潮があったが、2004年に河合香織著のノンフィクション『セックスボランティア』が出版され、話題を呼んだ。
その名称から、「障害者に無報酬で風俗まがいのサービスを行う（女性）ボランティア」といった刺激的なイメージが先行しがちだが、サービスを受ける障害者は男性とは限らず、ボランティアも異性とは限らない。河合香織は、『セックスボランティア』で、女性身体障害者が処女を喪失するために出張ホストを呼んだ事例を紹介している。また、ホーキング青山はその著作の中で目撃談として、男性の養護学校教諭が暴力行為に走った男子生徒の性欲求を口で処理した事例を紹介している。
実際の内容は、主に身体障害者の自慰の介助、風俗店に行く際の予約の代行、店に行くまでの介助であり、知的障害者に対して感染症予防や避妊の指導をするといった活動も含まれる。なお、自慰の介助の場合、自慰用具の選定や代行購入、手への自慰用具の固定（テープなど）に留まり、一般的には自慰そのものへの介助は行わない。

## 関連書籍
- 大森みゆき 『私は障害者向けのデリヘル嬢』 ブックマン社、2005年、ISBN 4893086219、ISBN 978-4893086211